# فولتون لويس جونيور
فولتون لويس جونيور (بالإنجليزية: Fulton Lewis Jr.)‏ هو مقدم برامج إذاعية أمريكي، ولد في 1903، وتوفي في 1966.